# قائمة البكتيريا المقاومة للمضادات الحيوية
فيما يلي قائمة بالبكتيريا المقاومة للمضادات الحيوية. أظهرت هذه البكتيريا مقاومة للمضادات الحيوية (أو مقاومة مضادات الميكروبات).

## غرام إيجابي

### المطثية العسيرة
المطثية العسيرة هي أحد مسببات الأمراض في المستشفيات التي تسبب مرض الإسهال في جميع أنحاء العالم. الإسهال الناجم عن المطثية العسيرة يمكن أن يهدد الحياة. تكون العدوى أكثر شيوعًا عند الأشخاص الذين تلقوا علاجًا طبيًا و/أو علاجًا بالمضادات الحيوية مؤخرًا. تحدث عدوى المطثية العسيرة عادة في أثناء العلاج في المستشفيات.
وفقًا لتقرير سي دي سي لعام 2015، تسببت المطثية العسيرة بما يقارب 500,000 إصابة في الولايات المتحدة على مدار عام. يقدر بنحو 15,000 حالة وفاة مصاحبة لهذه الالتهابات. تقدر مراكز مكافحة الأمراض والوقاية منها (سي دي سي) أن تكاليف عدوى المطثية العسيرة يمكن أن تصل إلى 3.8 مليار دولار على مدى 5 سنوات.
يرتبط التهاب قولون المطثية العسيرة بشدة مع الفليوروكينولونات، والسيفالوسبورين، والكاربابينيمات، والكليندامايسين.
تشير بعض الأبحاث إلى أن الإفراط في استخدام المضادات الحيوية في تربية الماشية يساهم في تفشي العدوى البكتيرية مثل المطثية العسيرة.
تعطل المضادات الحيوية، وخاصة تلك التي لها نطاق نشاط واسع (مثل الكليندامايسين) الجراثيم المعوية الطبيعية. هذا يمكن أن يؤدي إلى فرط نمو المطثية العسيرة، التي تزدهر في ظل هذه الظروف. يمكن أن يتبع ذلك التهاب القولون الغشائي الكاذب، ما يؤدي إلى حدوث التهاب معمم في القولون وتطور «الغشاء الكاذب»، وهو مجموعة لزجة من الخلايا الالتهابية والليفين والخلايا الميتة. أُبلِغ عن المطثية العسيرة المقاومة للكلندامايسين كعامل مسبب لتفشي أمراض الإسهال الكبيرة في المستشفيات في نيويورك وأريزونا وفلوريدا وماساتشوستس بين عامي 1989 و1992. أُبلِغ أيضًا عن حالات تفشي متفرقة جغرافيًا لسلالات المطثية العسيرة المقاومة للمضادات الحيوية الفلوروكينولون، مثل سيبروفلوكساسين وليفوفلوكساسين، في أمريكا الشمالية في عام 2005.

### المكورات المعوية
ترتبط المكورات المعوية البرازية المقاومة للأدوية المتعددة والمكورات المعوية البرازية بالعدوى في المستشفيات. تشمل هذه السلالات: المكورات المعوية المقاومة للبنسلين، والمكورات المعوية المقاومة للفانكومايسين، والمكورات المعوية المقاومة للينزوليد.

### السل الفطري
يُطلق على السل المقاوم للمضادات الحيوية إم دي آر تي بي (السل المقاوم للأدوية المتعددة). على الصعيد العالمي، يسبب السل المقاوم للأدوية المتعددة 150,000 حالة وفاة سنويًا. وقد ساهم انتشار وباء فيروس نقص المناعة البشرية (الإيدز) في ذلك.

### المكورات العنقودية الذهبية
المكورات العنقودية الذهبية هي واحدة من مسببات الأمراض الرئيسية المقاومة. توجد على الأغشية المخاطية وجلد الإنسان لحوالي ثلث السكان، وهي قابلة للتكيف للغاية مع ضغط المضادات الحيوية. كانت واحدة من البكتيريا المبكرة التي وجدت فيها مقاومة البنسلين، في عام 1947، بعد أربع سنوات فقط من بدء الإنتاج الضخم. كان الميثيسيلين بعد ذلك المضاد الحيوي المفضل، ولكن جرى استبداله منذ ذلك الحين بالأوكساسيلين بسبب السمية الكلوية الكبيرة. اكتُشِفت المكورات العنقودية الذهبية المقاومة للميثيسيلين (مرسا) لأول مرة في بريطانيا في عام 1961، وهي الآن «شائعة جدًا» في المستشفيات. كانت جرثومة مرسا مسؤولة عن 37% من حالات الإنتان المميتة في المملكة المتحدة في عام 1999، مرتفعة من 4% في عام 1991. نصف حالات العدوى بالمكورات العنقودية الذهبية في الولايات المتحدة مقاومة للبنسلين، والميثيسيلين، والتتراسيكلين، والإريثروميسين.

## غرام سالب

### النيسرية البنية
النيسرية البنية هي أحد مسببات الأمراض التي تنتقل عن طريق الاتصال الجنسي والتي تسبب مرض السيلان، وينتقل هذا المرض عن طريق الاتصال الجنسي ويمكن أن يؤدي إلى إفراز والتهاب في مجرى البول أو عنق الرحم أو البلعوم أو المستقيم. يمكن أن يسبب آلامًا في الحوض، وألمًا عند التبول، وإفرازات من القضيب والمهبل، بالإضافة إلى أعراض جهازية. يمكن أن يسبب أيضًا مضاعفات إنجابية خطيرة.

### بكتيريا جاما البروتينية

#### المعوية
اعتبارًا من عام 2013، تزايدت العدوى التي يصعب علاجها أو غير القابلة للعلاج من البكتيريا المعوية المقاومة للكاربابينيم (سي أر إي)، والمعروفة أيضًا باسم البكتيريا المعوية المنتجة للكاربابينيمات (سي بي إي)، بين المرضى في المرافق الطبية. تُعد سي آر إي مقاومة لجميع المضادات الحيوية المتاحة تقريبًا. ما يقرب من نصف مرضى المستشفى الذين يصابون بعدوى في مجرى الدم يموتون من العدوى.